# بيتار بوشكوفيتش
بيتار بوشكوفيتش (بالصربية: Петар Бошковић)‏ هو دبلوماسي صربي (وحمل سابقاً جنسية يوغوسلافيا)، ولد في 9 يوليو 1931 في Brceli ‏، وتوفي في 14 يناير 2011 في بلغراد في صربيا.